# Ernst Seifert (Orgelbauer)
Ernst Hubert Seifert (* 9. Mai 1855 in Sülzdorf; † 27. April 1928 in Köln) war ein deutscher Orgelbauer und Begründer von drei Orgelbauunternehmen (u. a. Romanus Seifert & Sohn).

## Leben

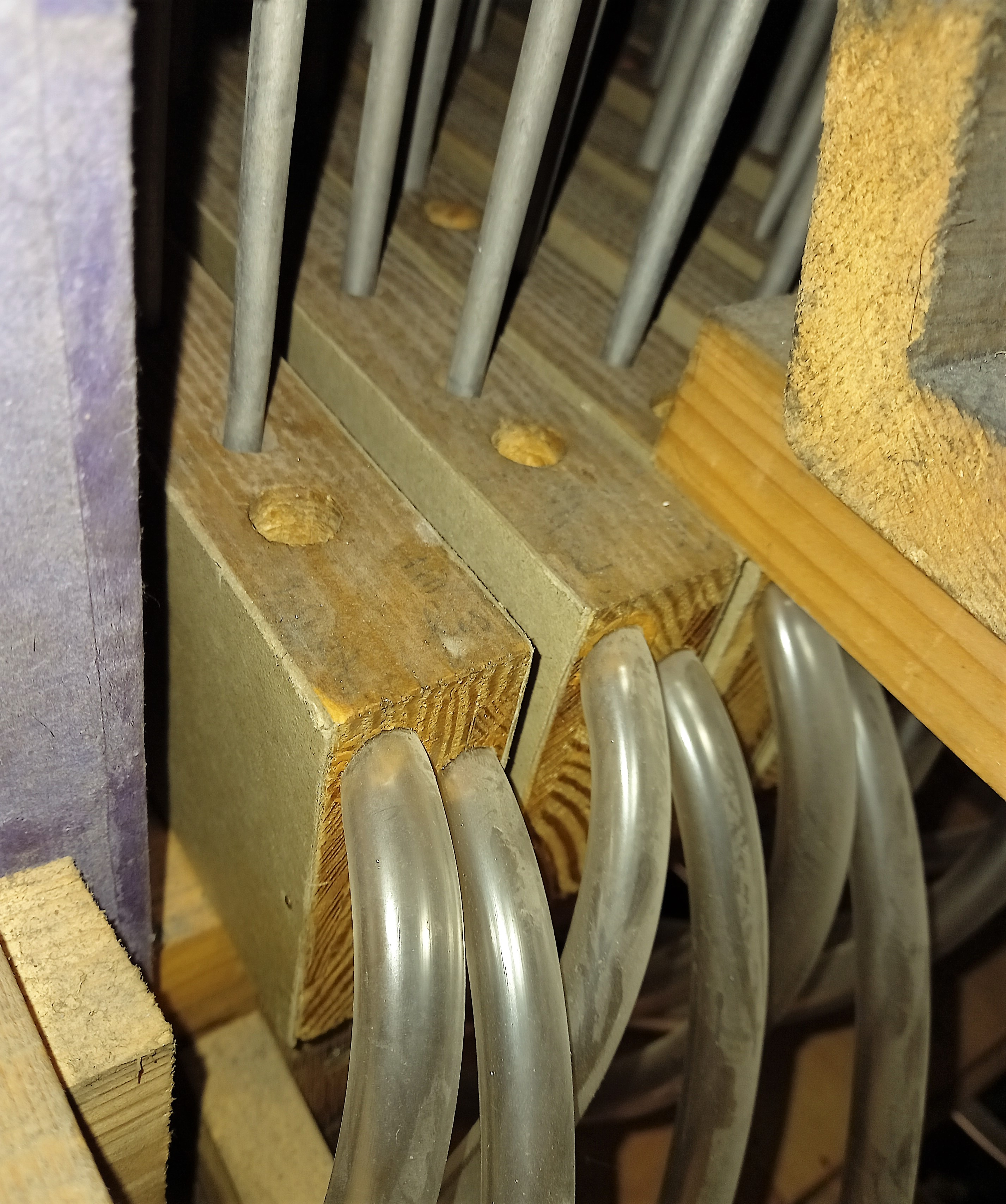
Seifert'sche Hochstockladen: Die Membranen eines Tones befinden sich jeweils in den Pfeifenstöcken, die zu Reparaturzwecken separat demontiert werden können.

Der Sohn eines thüringischen Försters erlernte den Beruf des Orgelbauers bei Jahn in Dresden. Seine Bedeutung für den Orgelbau des 19. Jahrhunderts erlangte er vor allem durch die Erfindung einer speziellen Membranlade, welche ohne besonderen Winddruck für die pneumatische Traktur und ohne besonderen Federdruck dennoch präzise arbeitet. Er ließ diese Konstruktion patentieren und verkaufte sie an den Orgelbauer Schneider (Mudersbach).
Im Jahr 1885 machte er sich im Kölner Viertel Mannsfeld (im heutigen Stadtteil Raderberg) mit einer eigenen Orgelbau-Werkstatt selbständig und gründete 1906 anlässlich des Orgelneubaus in der dortigen Marienbasilika eine Filiale in Kevelaer. Seine Brüder Gotthard und Eberhard waren zeitweise ebenfalls in seiner Werkstatt tätig, später auch seine Söhne Ernst jr., Walter und Romanus Seifert. Romanus übernahm 1914 den Kevelaerer Zweigbetrieb und führte ihn bald selbstständig weiter. Ernst Seifert junior machte sich später in Bergisch Gladbach selbstständig. Der dritte Sohn Walter Seifert führte den Betrieb des Vaters in Köln-Mannsfeld unter dem Namen seines Vaters Ernst Seifert weiter, daher existierten zeitweise zwei verschiedene Firmen mit dem Namen Ernst Seifert, eine in Bergisch Gladbach, die andere in Köln-Mannsfeld. Zum Jahreswechsel 1981/82 gab Helmut Seifert den Kölner Betrieb auf, so dass Kevelaer heute der Sitz des Unternehmens unter der Firma Orgelbau Romanus Seifert & Sohn GmbH & Co. ist.

## Werkliste (Auswahl)
| Jahr      | Ort             | Gebäude                  | Bild | Manuale | Register | Bemerkungen |
| --------- | --------------- | ------------------------ | ---- | ------- | -------- | --- |
| 1889/1925 | Essen-Bredeney  | St. Markus               |      | II/P    | 29       | 1889 pneumatisch, 1925 erneuert, elektrische Spiel- und Registertraktur, 1955 um ein Rückpositiv erweitert auf III/P/34                  |
| 1898      | Köln            | St. Gereon               |      |         |          | 1941/1944 total zerstört |
| 1903      | Mönchengladbach | Christuskirche           |      |         |          | nicht erhalten |
| 1903      | Alt-Hürth       | St. Katharina            |      |         |          | 1926 um 6 Register erweitert; restauriert 1960 durch Seifert, Kevelaer; durch Weimbs 1990 und 2011 überholt und Spieltisch vor die Orgel |
| 1907/1926 | Kevelaer        | Marienbasilika           |      | IV/P    | 149      | zunächst 104 Register, 1926 erweitert; heute 149 Register, größte noch erhaltene deutsch-romantische Orgel der Welt                      |
| 1907      | Neuss           | Quirinus-Münster         |      | III/P   | 78       | vielfach erneuert und umgebaut (1938 stumme Prospektpfeifen, viertes Manual 1955) 86 Register, restauriert 1993/94                       |
| 1907–09   | Köln            | St. Maria im Kapitol     |      | IV/P    | 90       | nach dem Vorbild der Orgel in Kevelaer; im Zweiten Weltkrieg zerstört                                                                    |
| 1909      | Kettwig         | St. Peter                |      |         |          | Prospekt erhalten |
| 1912      | Altenberg       | Altenberger Dom          |      | III/P   | 50       | 1980 ersetzt |
| 1912      | Köln-Bayenthal  | Pfarrkirche St. Matthias |      |         |          | nicht erhalten |
| 1925      | Essen-Bredeney  | St. Markus               |      | II/P    | 29       | elektrische Traktur, 1955 um Rückpositiv erweitert durch Romanus Seifert; 1996 ersetzt                                                   |